# Sơn ca đuôi ngắn
Sơn ca đuôi ngắn, tên khoa học Pseudalaemon fremantlii, là một loài chim trong họ Alaudidae.